# Rybna-Tor (Lublin)

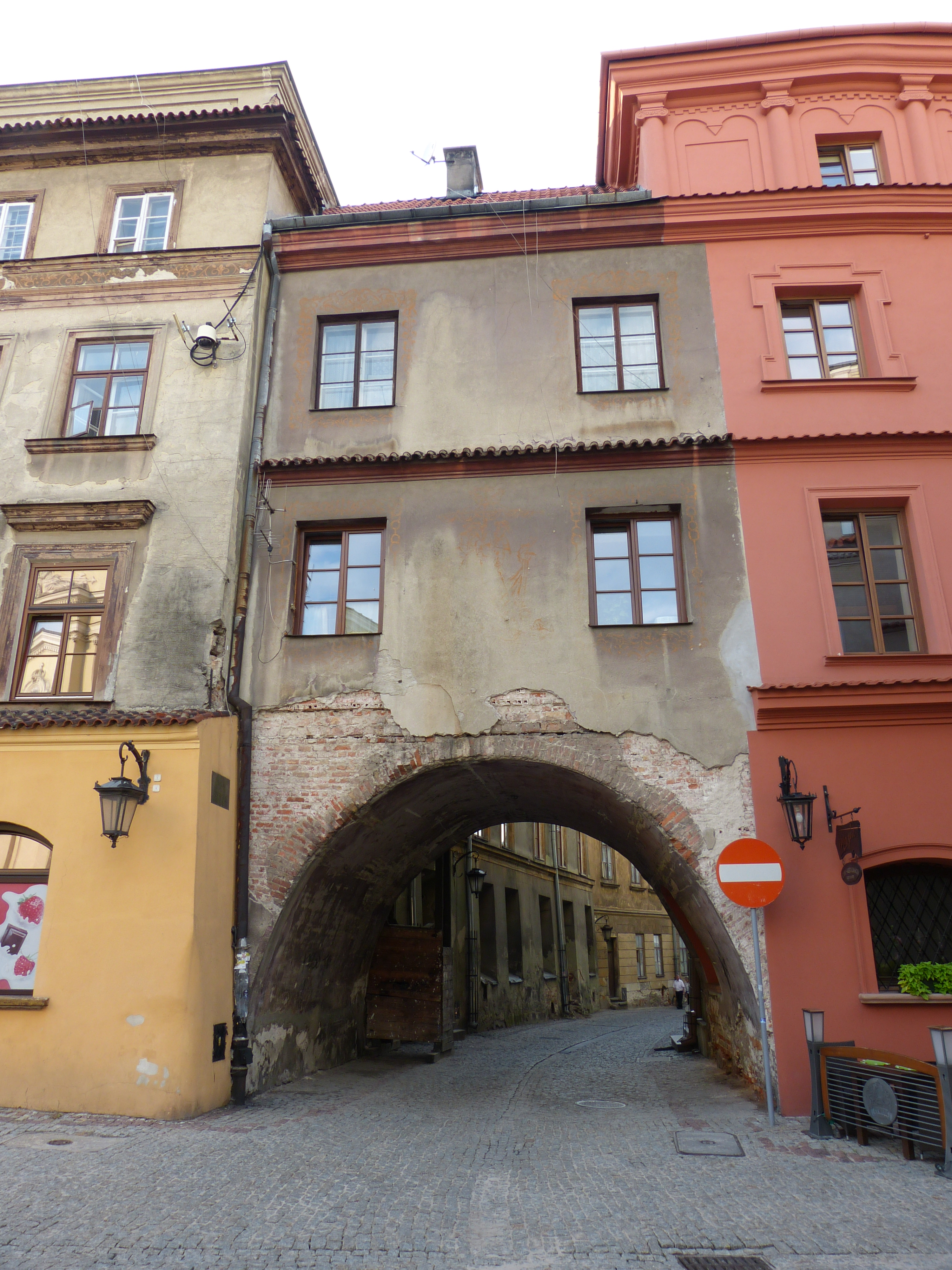
Rybna-Tor in Lublin

Das Rybna-Tor (auch Fisch-Tor genannt) befindet sich in der historischen Altstadt von Lublin in Polen. Seine Existenz geht bis in das 15. oder 16. Jahrhundert zurück.

## Geschichte
Vermutlich wurde das Tor bereits im 15. Jahrhundert errichtet. Seine Existenz kann nach Quellen jedoch frühestens 1562 belegt werden. Das Tor mit breiten Arkaden bildete den Abschluss der Rybna Straße. Auf dem Platz in der Rybna Straße wurden Fische in großer Anzahl aus nahegelegenen Teichen verkauft. Im Jahr 1596 hatte das Tor eine Höhe, die einem zweistöckigen Gebäude entsprach. Es war mit einem reich verzierten Dach abgeschlossen. Zerstört wurde dieses Tor im Jahr 1862. Bei der Rekonstruktion 1954 wurden das erste und zweite Obergeschoss in Wohnungen umgewandelt. Die Fassade erhielt zu dieser Zeit Malereien mit der Darstellung eines Fischers im Boot mit Netz von Władysław Filipiak, vervollständigt durch Malereien mit Blumenmustern um die Fenster. Die Malereien waren 2013 nur noch schwer zu erkennen.